# Passerina (ptak)
Passerina – rodzaj ptaków z rodziny kardynałów (Cardinalidae).

## Występowanie
Rodzaj obejmuje gatunki występujące w Ameryce Północnej (z Ameryką Środkową włącznie).

## Morfologia
Długość ciała 12,5–19 cm, masa ciała samców 12,5–40,5 g, samców 11,9–32,5 g.

## Systematyka

### Etymologia
Nazwa rodzajowa pochodzi od łacińskiego słowa passerinus – „jak wróbel” (tj. „rozmiaru wróbla”)  < passer, passeris – „wróbel”.

### Gatunek typowy
„Le Ministre” z Buffona = Tanagra cyanea Linnaeus

### Podział systematyczny
Do rodzaju należą następujące gatunki:
- Passerina cyanea (Linnaeus, 1766) – łuszczyk indygowy
- Passerina caerulea (Linnaeus, 1758) – łuszczyk błękitny
- Passerina amoena (Say, 1822) – łuszczyk lazurowy
- Passerina rositae (Lawrence, 1874) – łuszczyk różowobrzuchy
- Passerina leclancherii Lafresnaye, 1840 – łuszczyk żółtobrzuchy
- Passerina versicolor (Bonaparte, 1838) – łuszczyk tęczowy
- Passerina ciris (Linnaeus, 1758) – łuszczyk wielobarwny